# HB Studios
HB Studios is een computerspelontwikkelaar gevestigd in Nova Scotia, Canada. Het bedrijf maakt voornamelijk sportspellen en werd opgericht in juli 2000.

## Computerspellen
| Release | Titel                                 | Platform                                                                    |
| ------- | ------------------------------------- | --------------------------------------------------------------------------- |
| 2001    | EA Sports Cricket 2002                | Microsoft Windows, PlayStation 2                                            |
| 2003    | EA Sports Rugby 2004                  | Microsoft Windows, PlayStation 2                                            |
| 2003    | EA Sports Cricket 2004                | Microsoft Windows, PlayStation 2                                            |
| 2005    | EA Sports Rugby 2005                  | Microsoft Windows, PlayStation 2, Xbox                                      |
| 2005    | EA Sports Cricket 2005                | Microsoft Windows, PlayStation 2, Xbox                                      |
| 2006    | FIFA Street 2                         | PlayStation Portable                                                        |
| 2006    | EA Sports Rugby 06                    | Microsoft Windows, PlayStation 2, Xbox                                      |
| 2006    | EA Sports Cricket 07                  | Microsoft Windows, PlayStation 2                                            |
| 2006    | EA Sports Madden 07                   | Wii                                                                         |
| 2007    | UEFA Champions League 2006-2007       | Microsoft Windows, PlayStation 2, PlayStation Portable                      |
| 2007    | EA Sports Rugby 08                    | Microsoft Windows, PlayStation 2                                            |
| 2007    | EA Sports NBA Live 08                 | Microsoft Windows, PlayStation 2                                            |
| 2007    | EA Sports NHL 08                      | Microsoft Windows, PlayStation 2                                            |
| 2008    | UEFA Euro 2008                        | Microsoft Windows, PlayStation 2, PlayStation Portable                      |
| 2008    | Big Beach Sports                      | Wii                                                                         |
| 2008    | Rock Revolution                       | Nintendo DS                                                                 |
| 2008    | EA Sports NBA Live 09                 | PlayStation 2, PlayStation Portable, Wii                                    |
| 2008    | EA Sports NHL 09                      | Microsoft Windows, PlayStation 2                                            |
| 2009    | Rock Revolution                       | Wii                                                                         |
| 2009    | EA Sports Football Academy            | Nintendo DS                                                                 |
| 2009    | EA Sports Tiger Woods PGA Tour 10     | PlayStation 2, PlayStation Portable                                         |
| 2009    | HB Arcade Cards                       | WiiWare                                                                     |
| 2009    | FIFA 10                               | Microsoft Windows, PlayStation 2, PlayStation Portable                      |
| 2009    | EA Sports NBA Live 10                 | PlayStation Portable                                                        |
| 2010    | 2010 FIFA World Cup South Africa      | PlayStation 3, PlayStation Portable, Wii, Xbox 360                          |
| 2010    | FIFA Ultimate Team 2                  | PlayStation 3, Xbox 360                                                     |
| 2010    | Backyard Sports: Sandlot Sluggers     | Microsoft Windows, Xbox 360, Wii                                            |
| 2010    | FIFA 11                               | PlayStation 2, PlayStation Portable                                         |
| 2010    | HB Arcade Disc Golf                   | WiiWare                                                                     |
| 2010    | Backyard Sports: Rookie Rush          | Microsoft Windows, Xbox 360, Wii                                            |
| 2010    | HB Arcade Jam Space                   | DsiWare                                                                     |
| 2011    | Rugby World Cup 2011                  | PlayStation 3, Xbox 360                                                     |
| 2011    | EA Sports Madden NFL 12               | PlayStation 2, PlayStation Portable, Wii                                    |
| 2011    | HB Rugby: Fixture Challenge           | iOS                                                                         |
| 2011    | FIFA 12                               | Wii                                                                         |
| 2012    | Medal Bound                           | iOS                                                                         |
| 2012    | NBA Baller Beats                      | Kinect                                                                      |
| 2012    | Madden NFL 13                         | PlayStation Vita, Wii                                                       |
| 2012    | Maze Adventures                       | iPad                                                                        |
| 2012    | Ace Geographer: Canada                | iPad                                                                        |
| 2014    | The Golf Club                         | PlayStation 4, Windows, Xbox One                                            |
| 2014    | Rugby 15                              | PlayStation 4, Windows, Xbox One                                            |
| 2015    | Rugby World Cup 2015                  | PlayStation 3, PlayStation 4, PlayStation Vita, Windows, Xbox 360, Xbox One |
| 2015    | RBI Baseball 2015                     | Android, iOS, OS X, PlayStation 4, Windows, Xbox One                        |
| 2016    | Mark McMorris Infinite Air            | PlayStation 4, Windows, Xbox One                                            |
| 2016    | RBI Baseball 2016                     | Android, iOS, OS X, PlayStation 4, Windows, Xbox One                        |
| 2017    | The Golf Club VR                      | HTC Vive                                                                    |
| 2017    | The Golf Club 2                       | PlayStation 4, Windows, Xbox One                                            |
| 2018    | The Golf Club 2019 featuring PGA Tour | PlayStation 4, Windows, Xbox One                                            |